# 억새 바람
억새 바람은 1992년 11월 23일부터 1993년 1월 12일까지 매주 월,화 밤 21시 55분에 방영되었던 MBC 드라마이다.
한편, 이 작품의 작가 조소혜씨는 잠들지 않는 나무, 어둔 하늘 어둔 새에 이어 세 번째 MBC 연속극 집필을 맡았는데 <억새 바람> 이후 KBS에서만 활동해 오다가 2000년 주말극 엄마야 누나야를 통해 MBC에 복귀했으며 그 이후 MBC에서만 활동해 왔다.
아울러, 극중 미경 역으로 나온 하희라는 <억새 바람>을 끝으로 MBC를 떠났다가 1994년 특집극 생의 한가운데 외에는 타방송사에서 활동해 왔으며 2006년 있을 때 잘해!!를 통해 MBC에 복귀했다.
이와 함께, 초기 미국 이민 생활의 고생 장면에서 벗어나 중반부터는 극의 긴장도를 잃어 완성도를 높이지 못했다는 지적이 있었다.

## 제작진
- 극본 : 조소혜
- 원작 : 김유미
- 연출 : 이관희

## 출연진
- 이영하 : 이태섭 역
- 김미숙 : 한영숙 역
- 조경환 : 정진국 역
- 윤동환 : 성인 이문수 역
- 주가람 : 어린 이문수 역
- 손지창 : 성인 이진수 역
- 이대원 : 어린 이진수 역
- 임성민 : 문인규 역
- 오현경 : 제니 역
- 하희라 : 미경 역
- 김유정 : 수지 역
- 신윤정 : 정아(미국명 제인) 역
- 김서라
- 이주경 : 세원 역

## 참고 사항
- 앞서 본 것처럼 미경 역으로 나온 하희라는 <억새 바람>을 끝으로 MBC를 떠났다가 1994년 특집극 생의 한가운데[3] 외엔 타방송사에서 활동해 왔고 2006년 있을 때 잘해!!를 통해 MBC 복귀[4]를 했으며 성인 이진수 역을 맡았던 손지창은 하희라가 <억새 바람>에 앞서 출연한 MBC 드라마 중의 하나인 아직은 마흔아홉 담당 PD 장두익씨의 차기작 중 하나였던 삼총사 주연[5]이었는데 이 작품에서 정미리 역[6]으로 나온 황인영은 한영숙 역을 맡은 김미숙이 출연한 작품이자 아직은 마흔아홉 작가 이금림씨의 차기작 중 하나였던 KBS 2TV 푸른 안개에서 젊은 여자강사 역[7] 물망에 거론된 바 있었다.